# الکساندر خانوف
الکساندر خانوف (روسی: Александр Александрович Ханов؛ ۱۲ مه ۱۹۰۴ – ۳۰ اوت ۱۹۸۳ (۷۹ ساله)) بازیگر اهل اتحاد جماهیر شوروی سوسیالیستی بود.
از فیلم‌ها یا برنامه‌های تلویزیونی که وی در آن نقش داشته است می‌توان به مینین و پوژارسکی، سوورف اشاره کرد.
وی همچنین برندهٔ جوایزی همچون جایزه هنرمند مردمی اتحاد جماهیر شوروی و هنرمند مردمی جمهوری شوروی فدراتیو سوسیالیستی روسیه شده است.